# Boston Minuteman Council
Le Boston Minuteman Council est un conseil de direction scout américain, qui chapeaute les camps scouts du Grand Boston.
Il dispose de quatre camps : Camp Sayre, dans le Blue Hills, Camp Massasoit à Plymouth, T.L. Storer Scout Reservation à Barnstead, et Parker Mountain Scout Camp à Strafford.

## Historique
À l'origine, plusieurs directions existaient de façon dissociée. Le Minuteman Council #240 (de Stoneham, créé en 1959 et devenu partie du Boston Minuteman Council en 1993) a fusionné avec le Greater Boston Council #227 (Boston, 1980–1993) pour donner naissance au Boston Minuteman Council #227.
Ils furent rejoints par le Cambridge Council #229 (Cambridge, 1919–2001) puis par le Kahagon Order of the Arrow Lodge #131 en 2001.
Le Minuteman Council de Stoneham, à l'origine de la fusion, était déjà lui-même le résultat d'une fusion effectuée en 1959 entre le Sachem Council #223 (Lexington, 1926–1959), le Fellsland Council #242 (Winchester, 1932–1959) et le Quannopowitt Council #240 (Malden, 1993-1959).

## Discrits couverts
Le conseil couvre les districts suivants : Bedford, Burlington, Carlisle, Concord, Hanscom Air Force Base, Lexington, Lincoln, North Reading, Reading, Stoneham, Wakefield, Winchester, Woburn, Arlington, Belmont, Cambridge, Charlestown, Chelsea, East Boston, Everett, Malden, Medford, Melrose, Revere, Somerville, Waltham et Watertown
Il couvre aussi Allston, Back Bay, Beacon Hill, Brighton, Brookline, Dedham, Dorchester, Dover, Hyde Park, Islington, Jamaica Plain, Mattapan, Milton, Needham, Quincy, Roslindale, Roxbury, South Boston, West Roxbury et Westwood .